# 4. nordlige breddekreds
Den 4. nordlige breddekreds (eller 4 grader nordlig bredde) er en breddekreds, der ligger 4 grader nord for ækvator. Den løber gennem Atlanterhavet, Afrika, det Indiske Ocean, Sydøstasien, Stillehavet og Sydamerika.